# Arbeitskreis der Studentenhistoriker

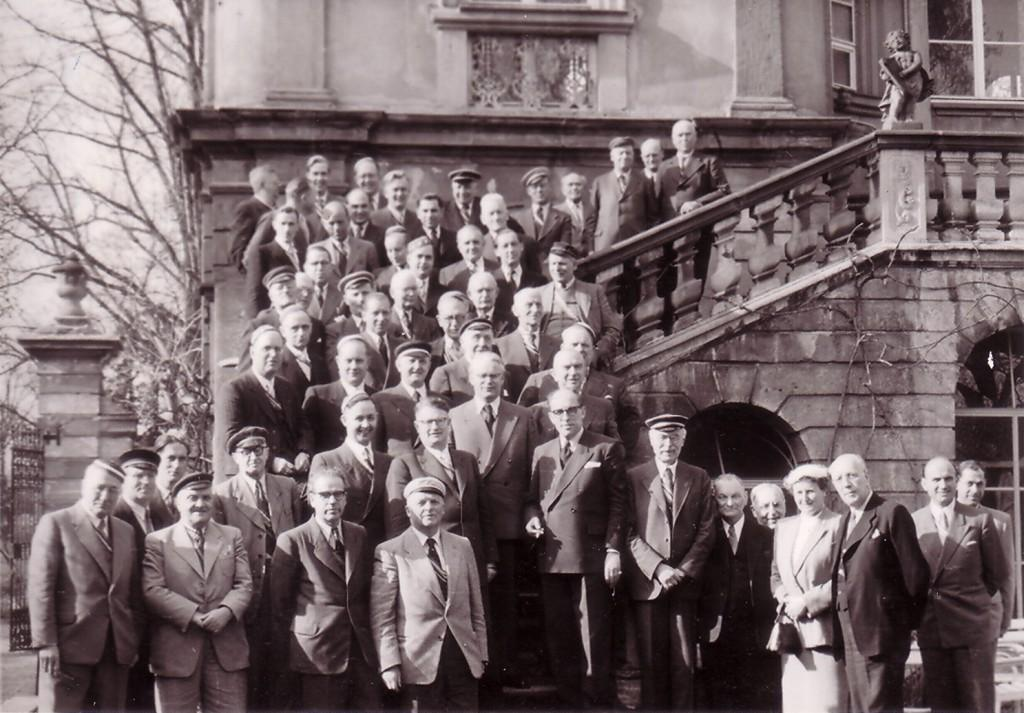
Studentenhistorikertagung 1954 im Huttenschlösschen (Würzburg)

Der Arbeitskreis der Studentenhistoriker ist ein informeller Zusammenschluss von Angehörigen verschiedener Korporationsverbände, die sich mit Studentengeschichte befassen.

## Gründung und Zweck
Die Studentenhistorikertagungen wurden Anfang der 1920er Jahre von dem Tübinger Normannen Georg Schmidgall und dem Burschenschafter Fritz Ullmer (Frankonia Heidelberg) ins Leben gerufen. Sie sollten einen regelmäßigen Austausch über Ergebnisse und Vorhaben der Forschung, Literatur und Archive ermöglichen. Die Tagungen stehen jedermann offen und finden seit 1924 jährlich an wechselnden Orten statt. Die Veranstaltung der Deutschen Studentenhistorikertagung 1935 war bereits mit Schwierigkeiten verbunden, die Studentenhistorikertagung 1936 blieb in der Planungsphase stecken. Als 1939 das Institut für Hochschulkunde in Würzburg eingeweiht wurde, erfolgte noch einmal eine Einladung, ohne dass Vorträge vorgesehen waren. Erst 1954 kam es auf Anregung von Paul Wentzcke und Robert Paschke zu einer Wiederbelebung der Studentenhistorikertagungen. Der Neustart erfolgte in Würzburg. Seither wird an wechselnden Orten getagt. 
Der Arbeitskreises ist unabhängig von den Interessen der unterschiedlichen Korporationsverbände und Geschichtsvereinen für Korporierte. Ab 1954 nahm für einige Jahre die 1922 gegründete Hochschulkundliche Vereinigung e. V., 1970 umbenannt in Deutsche Gesellschaft für Hochschulkunde e. V., eine Trägerschaft auf organisatorischem Gebiet. Der Convent Deutscher Akademikerverbände förderte seitdem finanziell, diese Kooperation besteht bis dato fort. Seit 1986 gibt es keine formelle Trägerschaft mehr, dafür aber seit 2010 Kooperationen mit der Gemeinschaft für deutsche Studentengeschichte (GDS) und seit 2015 mit der Akademie des Cartellverbands der katholischen deutschen Studentenverbindungen. 
Die Studentenhistorikertagung ist ein Forum für Korporierte aller Länder, regelmäßig sind mehrere Nationen vertreten, über die Tagungen wird regelmäßig online berichtet. Bis 1935 fanden die Tagungen gemeinsam mit den österreichischen Studentenhistorikern statt, die sich 1969 im Österreichischen Verein für Studentengeschichte zusammengeschlossen haben und seit 1974 alle zwei Jahre eigene Tagungen veranstalten. Die erste gemeinsame deutsch-österreichische Tagung fand 1982 in Salzburg statt. Seit der Tagung 1988 in Konstanz gibt es auch Tagungen, bei denen die 1984 gegründete Schweizerische Vereinigung für Studentengeschichte gleichberechtigt einbezogen ist. Diese „Internationalen Studentenhistorikertagungen“, seit 2016 als „Europäische Studentenhistorikertagungen“ tituliert, finden im Abstand von vier Jahren statt.

## Vorsitzende
- Robert Paschke (1953–1979)
- Otto Noll (1980–1985)
- Klaus Gerstein (1985–2009)
- Sebastian Sigler (seit 2009)

## Vortragssammlungen
- Die Vorträge der 70. Studentenhistorikertagung Berlin 2010. Akadpress, Essen 2012, ISBN 978-3-939413-30-1.
- Die Vorträge der 71. Studentenhistorikertagung Duisburg 2011. Akadpress, Essen 2012, ISBN 978-3-939413-31-8.
- Die Vorträge der 72. Studentenhistorikertagung Freiburg 2012. Akadpress, Essen 2013, ISBN 978-3-939413-32-5.
- Die Vorträge der 73. Studentenhistorikertagung Hannover 2013. Akademischer Verlag, München 2014, ISBN 978-3-940732-16-3.
- Die Vorträge der 74. Studentenhistorikertagung Dresden 2014. Akademischer Verlag, München 2015, ISBN 978-3-940732-20-0.
- Die Vorträge der 75. Studentenhistorikertagung Bonn 2015. Akademischer Verlag, München 2017, ISBN 978-3-940732-35-4.
- Die Vorträge der 77. Studentenhistorikertagung Halle an der Saale 2017. Akademischer Verlag, München 2018, ISBN 978-3-940732-38-5.
- Die Vorträge der 78. Studentenhistorikertagung Bonn 2018. Akademischer Verlag, München 2019, ISBN 978-3-940732-40-8.
- Die Vorträge der 79. Studentenhistorikertagung Jena 2019. Akademischer Verlag, München 2020, ISBN 978-3-940732-49-1.